# Stolica
 Ovo je glavno značenje pojma Stolica. Za druga značenja pogledajte Stolica (razdvojba).
Stolica (također stolac, sjedalica) je dio namještaja koji služi za sjedenje.

## O stolici
U starom Egiptu, gdje stolice postoje kao ustaljeni elementi pokućstva, one su niske i katkad imaju kose naslone. S vaza su poznate grčki stolice s povinutim naslonima i nogama, s arheoloških spomenika jednostavne rimski stolice ukrštenih nogu. Od antike do danas stolica slijedi ukus vremena, ali se u biti ne mijenja. Obično ima 4 noge, rjeđe 3 (tronog, tronožac): sjedište je redovito četverouglasto ili okruglo, izrađeno od drveta ili slame, katkad prekriveno krznom i debelim tkaninama; od 17. stoljeća i tapecirano. Nasloni se također izrađuju u različitim oblicima (ravni, savijeni, na prečke); ponekad se i oni taperciraju. Po plemićkim dvorovima i bogatim gradovima srednjega vijeka stolice sumasivne, izrezbarene, često visoke, pa se pod noge sjedećega treba podmetnuti klupica. Renesansna stolica pokazuje jednostavne oblike; stolice rokokoa čine se poput nekih igračaka, a one iz doba ampira doimaju se ukočeno i kruto. Poneki put stolica ima i naslone za ruke. U 17. stoljeću nastaju udobni, prostrani i meki naslonjači za odmor, takozvane fotelje (francuski: fauteuil); u 19. stoljeću u modi su kožom presvučene duboke takozvane klupske fotelje. Moderno vrijeme stvara funkcionalne tipove stolica, prilagođene raznim svrhama i zahtjevima arhitekture, estetike i higijene. Međutim, od davnine se sjedilo i po klupama, jastucima i prostiračima po podu, tako da neki narodi poput Japanaca i danas ne upotrebljavaju stolicu.
Stolica često ima i simboličko značenje kao sjedalo vladara, suca, vrhovnog svećenika. Na nekim likovnim prikazima samo vladar sjedi, a ostali okolo njega stoje ili kleče. Simbol vlasti bila je sklopiva sella curulis, na kojoj su sjedili viši rimski činovnici; papinska sedia gestatoria (nosiljka) u upotrebi je od 5. stoljeća. Srednji vijek donio je stolice visoke umjetničke vrijednosti: biskupske katedre i kraljevska prijestolja od bjelokosti, mramora i sl. Na Gosposvetskom polju sačuvalo se kameno prijestolje, koje je služilo obredu ustoličenja koruških vojvoda.
Stolica u prenesenom značenju može označavati glavni grad, sjedište nekog vladara, biskupa itd., pa i samu vlast (Sveta Stolica). Grčka riječ za stolicu, katedra, dobila je značenje nastavne jedinice na sveučilištu kojoj je provjerena jedna znanstvena grana ili skup srodnih znanosti.